# Saint-Pierre-la-Rivière

Saint-Pierre-la-Rivière este o comună în departamentul Orne, Franța. În 1 ianuarie 2018 avea o populație de 155 de locuitori.